# Кочкари (Мордовия)
Кочкари — упразднённая деревня в Ичалковском районе Республики Мордовия России. Входил в состав Кендянского сельского поселения. Исключена из учётных данных в 2007 году.

## География
Располагалась на правом берегу реки Пелька, в 3 км к юго-востоку от села Кендя.

## История
Изначально мордовское село захваченное в 1713 году помещиком Аникеевым. В «Списке населённых мест Нижегородской губернии за 1863» Кочкурово (Кочкари) казенное село Лукояновского уезда.

## Население
Согласно результатам переписи 2002 года в деревне проживало 17 человек, в национальной структуре населения русские составляли 88 %